# Запятая (река)
Запята́я — река на Дальнем Востоке России, правый приток Колымы, протекает по территории Ягоднинского района Магаданской области. Длина водотока 15 км.
Берёт исток с северных склонов сопки Дальстроевская, в верховьях имеет горный характер, протекает в меридиональном направлении, впадает в Колыму на 1694 км по правому берегу.
Названа начальником Первой Колымской экспедиции Ю. А. Билибиным в 1928 году. Река была ошибочно принята за реку Среднекан, которая являлась конечной точкой маршрута экспедиции. Чуть позже определив, что Среднекан находится дальше, геологи решили переименовать её в Запятую (так как точку в экспедиции только ещё предстояло поставить).
Название на языке местных эвенов Албаныкан — «хитренькая».
Притоки: Солнечный, Глубокий.